# Наше улюблене літо
Наше улюблене літо (кор. 그 해 우리는) — південнокорейський романтично-комедійний серіал, що розповідає про Чхве Ун і Кук Йон Су, які знімались документальному серіалі в шкільні роки і через 10 років знову зібрали для знімання продовження для того документального серіалу. Серіал виходив щопонеділка та щовівторка на каналі SBS з 6 грудня 2021 по 25 січня 2022. У головних ролях Чхве У Сік, Кім Да Мі, Кім Сон Чхоль, Но Чон Ий.

## Сюжет
У шкільні роки Чхве Ун і Кук Йон Су знялися в документарному серіалі, що став вірусними. Після того вони стали зустрічатися, але потім їхній шляхи розійшлися. Пройшло 10 років Чхве Ун став успішними художником, а Кук Йон Су працює в компанії «Run» намагаючись досягти успіху. Проте у суспільства знову з'явилася зацікавленість у документальному серіалі, тому шляхи Чхве Ун та Кук Йон Су знову зійшлися, щоб зняти продовження документального серіалу.

## Акторський склад

### Головні ролі
- Чхве У Сік як Чхве Ун[4][5]
  - Сон Ха Хьон і Кім Ра Он як Чхве Ун у дитинстві

Чхве Ун є художником Ко О, що звик приховувати своє особисте життя. Він зростав у нормальній сім'я і йому нічого не бракувало. Але Чхве Ун не має справжніх мрій щодо своє майбутнього.
- Кім Да Мі як Кук Йон Су[4][5]

Кук Йон Су була успішною ученицею, що посідала перші місця у навчанні. Вона зростала лише зі своєю бабусею. Йон Су завжди мала прагнення до досягнення успіху. Вона працює PR експертом у компанії «Run». 
- Кім Сон Чхоль як Кім Чі Ун[4][5]
  - Кім Чі Хун як Кім Чі Ун у дитинстві

Кім Чі Ун є продюсером документальних фільмів, яку випала нагода перезняти документальний серіалу 10-річної давності. Він є найкращим другом Чхве Ун із початкової школи, тому знає його найкраще за будь-кого. Чі Ун є самотньо особою, що спостерігає за світом через камеру.  
- Но Чон Ий як Ен-Джей[4][5]

Ен-Джей є відомим айдолом. Коли вона готувалася почати нове життя, то відкрила для себе картини Чхве Уна, які заспокоювали її, та закохалася в нього.

### Другорядні ролі

#### Люди навколо Чхве Ун
- Ан Тон Ґу як Ку Ин Хо
- Пак Вон Сан як Чхве Хо
- Со Чон Йон як Лі Йон Ок

#### Люди навколо Кук Йон Су
- Лі Чун Хьок як Чан То Юль
- Пак Чін Джі як Лі Сол Ї
- Чха Мі Ґьон як Кан Ча Ґьон

#### Люди навколо Кім Чі Ун
- Чо Пок Ре як Пак Тон Іль
- Чон Хє Вон як Чон Чхе Ран

#### Люди, що працюють у компанії «Run»
- Хо Чун Сок як Пан І Хун
- Пак Йон У як Кім Мьон Хо
- Юн Сан Джон як Чі Є Ін
- Чха Син Йоп як Кан Чі Ун

#### Інші ролі
- Пак То Ук як Пак Чхі Сон
- Ан Су Бін як Ан Мі Йон

## Серії
Інформацію про серії, їхню назву та опис взято з офіційної сторінки серіалу на Netflix.
| № серії | Назва серії                                    | Оригінальна дата показу |
| --- | ---------------------------------------------- | ----------------------- |
| 1 | «Я знаю, що сталося минулого літа»             | 6 грудня 2021           |
| Старшокласники Кук Йон Су й Чхве Ун дозволяють зняти про себе документальний фільм. Десять років потому в кожного з них своє життя.                                |                                                |                         |
| 2 | «1792 днів літа»                               | 7 грудня 2021           |
| Йон Су та Ун зустрічаються вперше за п’ять років, коли вона приходить до нього з пропозицією працювати разом над артпроєктом.                                      |                                                |                         |
| 3 | «10 речей, які я в тобі ненавиджу»             | 13 грудня 2021          |
| Кім Чі Ун прагне зняти продовження документального фільму й намагається вмовити Йон Су та Уна. Але отримати їхню згоду не так вже й просто.                        |                                                |                         |
| 4 | «Хлопець або дівчина, які нам тоді подобалися» | 14 грудня 2021          |
| Йон Су та Ун починають сваритися ще до того, як вмикаються камери. Ун відмовляється відповідати на обурливе звинувачення в плагіаті.                               |                                                |                         |
| 5 | «Секрет, який не можна розкривати»             | 20 грудня 2021          |
| Чі Ун пригадує, як вони з Уном стали друзями в дитинстві. Йон Су хоче вибачитися перед Уном, але ніяк не можу на це зважитися.                                     |                                                |                         |
| 6 | «Гордість і упередження»                       | 21 грудня 2021          |
| Ун прокидається в день шоу з прогалинами в пам’яті. Йон Су дивиться, як він працює, і бачить нову сторону його особистості.                                        |                                                |                         |
| 7 | «Упіймай мене, якщо зможеш»                    | 27 грудня 2021          |
| Ун і Йон Су намагаються уникати одне одного, але зрештою опиняються в одному місці. Ен-Джей дає відсіч кібербулерам.                                               |                                                |                         |
| 8 | «Перед заходом сонця»                          | 28 грудня 2021          |
| Знімальна група відправляє Йон Су й Уна на гірський відпочинок. Під час вимушеної відпустки в стосунках пари відчувається ніяковість і напруга.                    |                                                |                         |
| 9 | «Просто друзі»                                 | 3 січня 2022            |
| Не отримавши жодної звістки від Уна після повернення з відпустки, Йон Су вирішує відверто поговорити з ним. Його відповідь збиває її з пантелику.                  |                                                |                         |
| 10 | «Привіт, моя друга половинко»                  | 4 січня 2022            |
| Чі Ун не приходить додому, щоб не бачитися зі своєю матір’ю, яка повернулася до міста. Йон Су вкрай роздратована побаченням Уна й Ен-Джей.                         |                                                |                         |
| 11 | «Наші ночі прекрасніші за ваші дні»            | 10 січня 2022           |
| Чутки про Уна й Ен-Джей спричиняють переполох напередодні завершального дня зйомок. Чі Ун отримує критичну пораду щодо документального фільму, який він змонтував. |                                                |                         |
| 12 | «Почати спочатку»                              | 11 січня 2022           |
| Нові стосунки Уна та Йон Су милі й водночас трохи незграбні. Ен-Джей стикається з Чі Уном і запрошує його до кафе.                                                 |                                                |                         |
| 13 | «Love Actually»                                | 17 січня 2022           |
| Отримавши пораду від колеги, Йон Су незвично поводиться поряд з Уном. Тим часом Чі Ун приділяє трохи часу собі.                                                    |                                                |                         |
| 14 | «Життя прекрасне»                              | 18 січня 2022           |
| Ун задає Йон Су питання, на яке їй важко відповісти. Коли Лі Сол Ї розбирається з небажаним сюрпризом у своєму барі, туди ж заходить Ку Ин Хо.                     |                                                |                         |
| 15 | «Троє дурнів»                                  | 24 січня 2022           |
| Помітно засмучений Чі Ун поринає в роботу, замість того щоб іти додому. Ун сподівається, що Йон Су прийде на останній день його мистецької виставки.               |                                                |                         |
| 16 | «Наше Улюблене Літо»                           | 25 січня 2022           |
| Щоб наблизитися до наступної мрії, Ун планує навчання за кордоном. Він пропонує Йон Су їхати з ним. Дівчина має прийняти непросте рішення.                         |                                                |                         |

## Адаптація
6 листопада 2021 вийшов приквел до серіалу у вигляді вебтун на платформі Naver Webtoon, що розповідає про шкільний період із життя Чхве Ун і Кук Йон Су.

## Оригінальні звукові доріжки

### Повний альбом
| Our Beloved Summer (Original Television Soundtrack) Special, Диск 1 | Our Beloved Summer (Original Television Soundtrack) Special, Диск 1 | Our Beloved Summer (Original Television Soundtrack) Special, Диск 1 | Our Beloved Summer (Original Television Soundtrack) Special, Диск 1 | Our Beloved Summer (Original Television Soundtrack) Special, Диск 1 | Our Beloved Summer (Original Television Soundtrack) Special, Диск 1 |
| #                                                                   | Назва                                                               | Автор слів                                                          | Автор музики                                                        | Виконавець                                                          | Тривалість                                                          |
| ------------------------------------------------------------------- | ------------------------------------------------------------------- | ------------------------------------------------------------------- | ------------------------------------------------------------------- | ------------------------------------------------------------------- | ------------------------------------------------------------------- |
| 1.                                                                  | «Drawer» (서랍)                                                     | Нам Хє Син, Janet Suhh                                              | Нам Хє Син, Чон Чон Хьок                                            | 10cm                                                                | 3:57                                                                |
| 2.                                                                  | «Maybe If» (우리가 헤어져야 했던 이유)                              | Нам Хє Син, Кім Кьон Хі                                             | Нам Хє Син, Кім Кьон Хі                                             | Бібі                                                                | 3:29                                                                |
| 3.                                                                  | «Squabble» (티격태격)                                               | Нам Хє Син, Пак Чін Хо                                              | Нам Хє Син, Пак Чін Хо                                              | Ха Сон Ун                                                           | 3:25                                                                |
| 4.                                                                  | «There for You» (이별후회)                                          | Нам Хє Син, Кім Кьон Хі                                             | Нам Хє Син, Кім Кьон Хі                                             | Кім На Йон                                                          | 3:40                                                                |
| 5.                                                                  | «Christmas Tree»                                                    | Нам Хє Син, Кім Кьон Хі                                             | Нам Хє Син, Кім Кьон Хі                                             | V (BTS)                                                             | 3:29                                                                |
| 6.                                                                  | «Home» (집)                                                         | Нам Хє Син, Кім Кьон Хі, Janet Suhh                                 | Нам Хє Син, Кім Кьон Хі                                             | Janet Suhh                                                          | 3:51                                                                |
| 7.                                                                  | «Why»                                                               | Нам Хє Син, Кім Кьон Хі                                             | Нам Хє Син, Кім Кьон Хі                                             | Janet Suhh                                                          | 3:38                                                                |
| 8.                                                                  | «The Giving Tree» (언덕나무)                                        | Нам Хє Син, Пак Чін Хо                                              | Нам Хє Син, Пак Чін Хо                                              | Лі Син Юн                                                           | 4:10                                                                |
| 9.                                                                  | «Summer Rain» (여름비)                                              | Нам Хє Син, Кім Кьон Хі                                             | Нам Хє Син, Кім Кьон Хі                                             | Сем Кім                                                             | 3:21                                                                |
| 10.                                                                 | «Even Now» (아직도 좋아해)                                          | Нам Хє Син, Пак Чін Хо                                              | Нам Хє Син, Пак Чін Хо                                              | Ян Йо Соп (Highlight)                                               | 4:12                                                                |
| 11.                                                                 | «I Will Make You Happy» (행복하게 해줄게)                           | Чан Пом Джун                                                        | Чан Пом Джун                                                        | Чан Пом Джун                                                        | 3:17                                                                |
| 12.                                                                 | «Our Beloved Summer (Full ver.)»                                    | Нам Хє Син, Кім Кьон Хі                                             | Нам Хє Син, Кім Кьон Хі                                             | Кім Кьон Хі                                                         | 3:12                                                                |
| 13.                                                                 | «Red String of Fate» (우리가 다시 만날 수밖에 없는 이유)            | Нам Хє Син, Кім Кьон Хі                                             | Нам Хє Син, Кім Кьон Хі                                             | Кім Кьон Хі                                                         | 3:16                                                                |
| 14.                                                                 | «Island»                                                            | Нам Хє Син, Кім Кьон Хі                                             | Нам Хє Син, Кім Кьон Хі                                             | NJ                                                                  | 1:35                                                                |

| Our Beloved Summer (Original Television Soundtrack) Special, Диск 2 | Our Beloved Summer (Original Television Soundtrack) Special, Диск 2          | Our Beloved Summer (Original Television Soundtrack) Special, Диск 2 | Our Beloved Summer (Original Television Soundtrack) Special, Диск 2 | Our Beloved Summer (Original Television Soundtrack) Special, Диск 2 | Our Beloved Summer (Original Television Soundtrack) Special, Диск 2 |
| #                                                                   | Назва                                                                        | Автор слів                                                          | Автор музики                                                        | Виконавець                                                          | Тривалість                                                          |
| ------------------------------------------------------------------- | ---------------------------------------------------------------------------- | ------------------------------------------------------------------- | ------------------------------------------------------------------- | ------------------------------------------------------------------- | ------------------------------------------------------------------- |
| 1.                                                                  | «Our Beloved Summer (Opening Title ver.)»                                    | Нам Хє Син, Кім Кьон Хі                                             | Нам Хє Син, Кім Кьон Хі                                             | Кім Кьон Хі                                                         | 0:39                                                                |
| 2.                                                                  | «Summer Rain (Whistle ver.)» (여름비 (휘파람 ver.))                          |                                                                     | Нам Хє Син, Кім Кьон Хі                                             | Нам Хє Син, Кім Кьон Хі                                             | 1:25                                                                |
| 3.                                                                  | «Christmas Tree (Cherry Blossoms ver.)» (Christmas Tree (벚꽃 ver.))         |                                                                     | Нам Хє Син, Кім Кьон Хі                                             | Нам Хє Син, Кім Кьон Хі                                             | 0:36                                                                |
| 4.                                                                  | «Ung and Yeon-su (Chopstick Variation)» (웅이와 연수 (젓가락 행진곡 변주곡)) |                                                                     | Нам Хє Син, Кім Кьон Хі                                             | Нам Хє Син, Кім Кьон Хі                                             | 0:35                                                                |
| 5.                                                                  | «We Like Early Summer» (곡명초여름이 좋아)                                   |                                                                     | Нам Хє Син, Пак Сан Хі                                              | Нам Хє Син, Пак Сан Хі                                              | 1:18                                                                |
| 6.                                                                  | «Bucket List» (버킷리스트)                                                   |                                                                     | Нам Хє Син, Пак Сан Хі                                              | Нам Хє Син, Пак Сан Хі                                              | 0:27                                                                |
| 7.                                                                  | «Sociopath» (소시오패스)                                                     |                                                                     | Нам Хє Син, Ко Ин Джон                                              | Нам Хє Син, Ко Ин Джон                                              | 1:25                                                                |
| 8.                                                                  | «Such a Good Person» (내겐 너무 좋은 사람)                                   |                                                                     | Нам Хє Син, Чо Мі Ра                                                | Нам Хє Син, Чо Мі Ра                                                | 3:28                                                                |
| 9.                                                                  | «Various Colors of Jealousy» (여러빛깔 질투)                                 |                                                                     | Нам Хє Син, Пак Сан Хі                                              | Нам Хє Син, Пак Сан Хі                                              | 0:34                                                                |
| 10.                                                                 | «Ung and Eunho» (웅이와 은호)                                                |                                                                     | Лі Со Йон                                                           | Лі Со Йон                                                           | 2:01                                                                |
| 11.                                                                 | «Story of Little Love» (작은 사랑이야기)                                     |                                                                     | Нам Хє Син, Чо Мі Ра                                                | Нам Хє Син, Чо Мі Ра                                                | 1:57                                                                |
| 12.                                                                 | «Sleep Warm» (따뜻한 잠)                                                     |                                                                     | Нам Хє Син, Пак Сан Хі                                              | Нам Хє Син, Пак Сан Хі                                              | 1:57                                                                |
| 13.                                                                 | «Ji-ung's Time» (지웅이의 시간)                                              |                                                                     | Нам Хє Син, Чо Мі Ра                                                | Нам Хє Син, Чо Мі Ра                                                | 1:25                                                                |
| 14.                                                                 | «Puppy Couple» (귀여운 연인)                                                 |                                                                     | Нам Хє Син, Пак Сан Хі                                              | Нам Хє Син, Пак Сан Хі                                              | 1:50                                                                |
| 15.                                                                 | «IZAKAYA» (이작가야)                                                         |                                                                     | Нам Хє Син, Пак Сан Хі                                              | Нам Хє Син, Пак Сан Хі                                              | 1:27                                                                |
| 16.                                                                 | «Toad Variation» (두꺼비변주)                                                |                                                                     | Нам Хє Син, Пак Сан Хі                                              | Нам Хє Син, Пак Сан Хі                                              | 1:07                                                                |
| 17.                                                                 | «Yeon-su and Grandma» (연수와 할머니)                                        |                                                                     | Нам Хє Син, Пак Сан Хі                                              | Нам Хє Син, Пак Сан Хі                                              | 1:39                                                                |
| 18.                                                                 | «Let's Be Friends (NJ's Theme)» (친구해요 (엔제이's Theme))                  |                                                                     | Нам Хє Син, Ко Ин Джон                                              | Нам Хє Син, Ко Ин Джон                                              | 0:48                                                                |
| 19.                                                                 | «Same Time, Different Place» (같은 시간, 다른 장소)                          | Кім Кьон Хі                                                         | Кім Кьон Хі                                                         | Кім Кьон Хі                                                         | 0:31                                                                |

### Альбом частинами
| Our Beloved Summer (Original Television Soundtrack), Part 1 | Our Beloved Summer (Original Television Soundtrack), Part 1 | Our Beloved Summer (Original Television Soundtrack), Part 1 | Our Beloved Summer (Original Television Soundtrack), Part 1 | Our Beloved Summer (Original Television Soundtrack), Part 1 | Our Beloved Summer (Original Television Soundtrack), Part 1 |
| #                                                           | Назва                                                       | Автор слів                                                  | Автор музики                                                | Виконавець                                                  | Тривалість                                                  |
| ----------------------------------------------------------- | ----------------------------------------------------------- | ----------------------------------------------------------- | ----------------------------------------------------------- | ----------------------------------------------------------- | ----------------------------------------------------------- |
| 1.                                                          | «Drawer» (서랍)                                             | Нам Хє Син, Janet Suhh                                      | Нам Хє Син, Чон Чон Хьок                                    | 10cm                                                        | 3:57                                                        |
| 2.                                                          | «Drawer (Inst.)» (서랍 (Inst.))                             |                                                             | Нам Хє Син, Чон Чон Хьок                                    | 10cm                                                        | 3:57                                                        |

| Our Beloved Summer (Original Television Soundtrack), Part 2 | Our Beloved Summer (Original Television Soundtrack), Part 2 | Our Beloved Summer (Original Television Soundtrack), Part 2 | Our Beloved Summer (Original Television Soundtrack), Part 2 | Our Beloved Summer (Original Television Soundtrack), Part 2 | Our Beloved Summer (Original Television Soundtrack), Part 2 |
| #                                                           | Назва                                                       | Автор слів                                                  | Автор музики                                                | Виконавець                                                  | Тривалість                                                  |
| ----------------------------------------------------------- | ----------------------------------------------------------- | ----------------------------------------------------------- | ----------------------------------------------------------- | ----------------------------------------------------------- | ----------------------------------------------------------- |
| 1.                                                          | «Maybe If» (우리가 헤어져야 했던 이유)                      | Нам Хє Син, Кім Кьон Хі                                     | Нам Хє Син, Кім Кьон Хі                                     | Бібі                                                        | 3:29                                                        |
| 2.                                                          | «Maybe If (Inst.)» (우리가 헤어져야 했던 이유 (Inst.))      |                                                             | Нам Хє Син, Кім Кьон Хі                                     | Бібі                                                        | 3:29                                                        |

| Our Beloved Summer (Original Television Soundtrack), Part 3 | Our Beloved Summer (Original Television Soundtrack), Part 3 | Our Beloved Summer (Original Television Soundtrack), Part 3 | Our Beloved Summer (Original Television Soundtrack), Part 3 | Our Beloved Summer (Original Television Soundtrack), Part 3 | Our Beloved Summer (Original Television Soundtrack), Part 3 |
| #                                                           | Назва                                                       | Автор слів                                                  | Автор музики                                                | Виконавець                                                  | Тривалість                                                  |
| ----------------------------------------------------------- | ----------------------------------------------------------- | ----------------------------------------------------------- | ----------------------------------------------------------- | ----------------------------------------------------------- | ----------------------------------------------------------- |
| 1.                                                          | «Squabble» (티격태격)                                       | Нам Хє Син, Пак Чін Хо                                      | Нам Хє Син, Пак Чін Хо                                      | Ха Сон Ун                                                   | 3:25                                                        |
| 2.                                                          | «Squabble (Inst.)» (티격태격 (Inst.))                       |                                                             | Нам Хє Син, Пак Чін Хо                                      | Ха Сон Ун                                                   | 3:25                                                        |

| Our Beloved Summer (Original Television Soundtrack), Part 4 | Our Beloved Summer (Original Television Soundtrack), Part 4 | Our Beloved Summer (Original Television Soundtrack), Part 4 | Our Beloved Summer (Original Television Soundtrack), Part 4 | Our Beloved Summer (Original Television Soundtrack), Part 4 | Our Beloved Summer (Original Television Soundtrack), Part 4 |
| #                                                           | Назва                                                       | Автор слів                                                  | Автор музики                                                | Виконавець                                                  | Тривалість                                                  |
| ----------------------------------------------------------- | ----------------------------------------------------------- | ----------------------------------------------------------- | ----------------------------------------------------------- | ----------------------------------------------------------- | ----------------------------------------------------------- |
| 1.                                                          | «There for You» (이별후회)                                  | Нам Хє Син, Кім Кьон Хі                                     | Нам Хє Син, Кім Кьон Хі                                     | Кім На Йон                                                  | 3:40                                                        |
| 2.                                                          | «There for You (Inst.)» (이별후회 (Inst.))                  |                                                             | Нам Хє Син, Кім Кьон Хі                                     | Кім На Йон                                                  | 3:40                                                        |

| Our Beloved Summer (Original Television Soundtrack), Part 5 | Our Beloved Summer (Original Television Soundtrack), Part 5 | Our Beloved Summer (Original Television Soundtrack), Part 5 | Our Beloved Summer (Original Television Soundtrack), Part 5 | Our Beloved Summer (Original Television Soundtrack), Part 5 | Our Beloved Summer (Original Television Soundtrack), Part 5 |
| #                                                           | Назва                                                       | Автор слів                                                  | Автор музики                                                | Виконавець                                                  | Тривалість                                                  |
| ----------------------------------------------------------- | ----------------------------------------------------------- | ----------------------------------------------------------- | ----------------------------------------------------------- | ----------------------------------------------------------- | ----------------------------------------------------------- |
| 1.                                                          | «Christmas Tree»                                            | Нам Хє Син, Кім Кьон Хі                                     | Нам Хє Син, Кім Кьон Хі                                     | V (BTS)                                                     | 3:29                                                        |
| 2.                                                          | «Christmas Tree (Inst.)»                                    |                                                             | Нам Хє Син, Кім Кьон Хі                                     | V (BTS)                                                     | 3:29                                                        |

| Our Beloved Summer (Original Television Soundtrack), Part 6 | Our Beloved Summer (Original Television Soundtrack), Part 6 | Our Beloved Summer (Original Television Soundtrack), Part 6 | Our Beloved Summer (Original Television Soundtrack), Part 6 | Our Beloved Summer (Original Television Soundtrack), Part 6 | Our Beloved Summer (Original Television Soundtrack), Part 6 |
| #                                                           | Назва                                                       | Автор слів                                                  | Автор музики                                                | Виконавець                                                  | Тривалість                                                  |
| ----------------------------------------------------------- | ----------------------------------------------------------- | ----------------------------------------------------------- | ----------------------------------------------------------- | ----------------------------------------------------------- | ----------------------------------------------------------- |
| 1.                                                          | «Home» (집)                                                 | Нам Хє Син, Кім Кьон Хі, Janet Suhh                         | Нам Хє Син, Кім Кьон Хі                                     | Janet Suhh                                                  | 3:51                                                        |
| 2.                                                          | «Why»                                                       | Нам Хє Син, Кім Кьон Хі                                     | Нам Хє Син, Кім Кьон Хі                                     | Janet Suhh                                                  | 3:38                                                        |
| 3.                                                          | «Home (Inst.)» (집 (Inst.))                                 |                                                             | Нам Хє Син, Кім Кьон Хі                                     | Janet Suhh                                                  | 3:51                                                        |
| 4.                                                          | «Why (Inst.)»                                               |                                                             | Нам Хє Син, Кім Кьон Хі                                     | Janet Suhh                                                  | 3:38                                                        |

| Our Beloved Summer (Original Television Soundtrack), Part 7 | Our Beloved Summer (Original Television Soundtrack), Part 7 | Our Beloved Summer (Original Television Soundtrack), Part 7 | Our Beloved Summer (Original Television Soundtrack), Part 7 | Our Beloved Summer (Original Television Soundtrack), Part 7 | Our Beloved Summer (Original Television Soundtrack), Part 7 |
| #                                                           | Назва                                                       | Автор слів                                                  | Автор музики                                                | Виконавець                                                  | Тривалість                                                  |
| ----------------------------------------------------------- | ----------------------------------------------------------- | ----------------------------------------------------------- | ----------------------------------------------------------- | ----------------------------------------------------------- | ----------------------------------------------------------- |
| 1.                                                          | «The Giving Tree» (언덕나무)                                | Нам Хє Син, Пак Чін Хо                                      | Нам Хє Син, Пак Чін Хо                                      | Лі Син Юн                                                   | 4:10                                                        |
| 2.                                                          | «The Giving Tree (Inst.)» (언덕나무 (Inst.))                |                                                             | Нам Хє Син, Пак Чін Хо                                      | Лі Син Юн                                                   | 4:10                                                        |

| Our Beloved Summer (Original Television Soundtrack), Part 8 | Our Beloved Summer (Original Television Soundtrack), Part 8 | Our Beloved Summer (Original Television Soundtrack), Part 8 | Our Beloved Summer (Original Television Soundtrack), Part 8 | Our Beloved Summer (Original Television Soundtrack), Part 8 | Our Beloved Summer (Original Television Soundtrack), Part 8 |
| #                                                           | Назва                                                       | Автор слів                                                  | Автор музики                                                | Виконавець                                                  | Тривалість                                                  |
| ----------------------------------------------------------- | ----------------------------------------------------------- | ----------------------------------------------------------- | ----------------------------------------------------------- | ----------------------------------------------------------- | ----------------------------------------------------------- |
| 1.                                                          | «Summer Rain» (여름비)                                      | Нам Хє Син, Кім Кьон Хі                                     | Нам Хє Син, Кім Кьон Хі                                     | Сем Кім                                                     | 3:21                                                        |
| 2.                                                          | «Summer Rain (Inst.)» (여름비 (Inst.))                      |                                                             | Нам Хє Син, Кім Кьон Хі                                     | Сем Кім                                                     | 3:21                                                        |

| Our Beloved Summer (Original Television Soundtrack), Part 9 | Our Beloved Summer (Original Television Soundtrack), Part 9 | Our Beloved Summer (Original Television Soundtrack), Part 9 | Our Beloved Summer (Original Television Soundtrack), Part 9 | Our Beloved Summer (Original Television Soundtrack), Part 9 | Our Beloved Summer (Original Television Soundtrack), Part 9 |
| #                                                           | Назва                                                       | Автор слів                                                  | Автор музики                                                | Виконавець                                                  | Тривалість                                                  |
| ----------------------------------------------------------- | ----------------------------------------------------------- | ----------------------------------------------------------- | ----------------------------------------------------------- | ----------------------------------------------------------- | ----------------------------------------------------------- |
| 1.                                                          | «Even Now» (아직도 좋아해)                                  | Нам Хє Син, Пак Чін Хо                                      | Нам Хє Син, Пак Чін Хо                                      | Ян Йо Соп (Highlight)                                       | 4:12                                                        |
| 2.                                                          | «Even Now (Inst.)» (아직도 좋아해 (Inst.))                  |                                                             | Нам Хє Син, Пак Чін Хо                                      | Ян Йо Соп (Highlight)                                       | 4:12                                                        |

| Our Beloved Summer (Original Television Soundtrack), Part 10 | Our Beloved Summer (Original Television Soundtrack), Part 10 | Our Beloved Summer (Original Television Soundtrack), Part 10 | Our Beloved Summer (Original Television Soundtrack), Part 10 | Our Beloved Summer (Original Television Soundtrack), Part 10 | Our Beloved Summer (Original Television Soundtrack), Part 10 |
| #                                                            | Назва                                                        | Автор слів                                                   | Автор музики                                                 | Виконавець                                                   | Тривалість                                                   |
| ------------------------------------------------------------ | ------------------------------------------------------------ | ------------------------------------------------------------ | ------------------------------------------------------------ | ------------------------------------------------------------ | ------------------------------------------------------------ |
| 1.                                                           | «I Will Make You Happy» (행복하게 해줄게)                    | Чан Пом Джун                                                 | Чан Пом Джун                                                 | Чан Пом Джун                                                 | 3:17                                                         |
| 2.                                                           | «I Will Make You Happy (Inst.)» (행복하게 해줄게 (Inst.))    |                                                              | Чан Пом Джун                                                 | Чан Пом Джун                                                 | 3:17                                                         |

| Our Beloved Summer (Original Television Soundtrack), Part 11 | Our Beloved Summer (Original Television Soundtrack), Part 11             | Our Beloved Summer (Original Television Soundtrack), Part 11 | Our Beloved Summer (Original Television Soundtrack), Part 11 | Our Beloved Summer (Original Television Soundtrack), Part 11 | Our Beloved Summer (Original Television Soundtrack), Part 11 |
| #                                                            | Назва                                                                    | Автор слів                                                   | Автор музики                                                 | Виконавець                                                   | Тривалість                                                   |
| ------------------------------------------------------------ | ------------------------------------------------------------------------ | ------------------------------------------------------------ | ------------------------------------------------------------ | ------------------------------------------------------------ | ------------------------------------------------------------ |
| 1.                                                           | «Our Beloved Summer»                                                     | Нам Хє Син, Кім Кьон Хі                                      | Нам Хє Син, Кім Кьон Хі                                      | Кім Кьон Хі                                                  | 3:12                                                         |
| 2.                                                           | «Red String of Fate» (우리가 다시 만날 수밖에 없는 이유)                 | Нам Хє Син, Кім Кьон Хі                                      | Нам Хє Син, Кім Кьон Хі                                      | Кім Кьон Хі                                                  | 3:16                                                         |
| 3.                                                           | «Our Beloved Summer (Inst.)»                                             |                                                              | Нам Хє Син, Кім Кьон Хі                                      | Кім Кьон Хі                                                  | 3:12                                                         |
| 4.                                                           | «Red String of Fate (Inst.)» (우리가 다시 만날 수밖에 없는 이유 (Inst.)) |                                                              | Нам Хє Син, Кім Кьон Хі                                      | Кім Кьон Хі                                                  | 3:16                                                         |

## Рейтинги
Найнижчі рейтинги позначені синім кольором, а найвищі — червоним кольором.
| Серія            | Дата показу      | Назва серії                                  | Середнє значення кількості переглядів | Середнє значення кількості переглядів |
| Серія            | Дата показу      | Назва серії                                  | AGB Nielsen                           | AGB Nielsen                           |
| Серія            | Дата показу      | Назва серії                                  | Загальнонаціональні                   | Сеул                                  |
| ---------------- | ---------------- | -------------------------------------------- | ------------------------------------- | ------------------------------------- |
| 1                | 6 грудня 2021    | Я знаю, що сталося минулого літа             | 3,2 %                                 | 3,4 %                                 |
| 2                | 7 грудня 2021    | 1792 днів літа                               | 2,6 %                                 | Н/Д                                   |
| 3                | 13 грудня 2021   | 10 речей, які я в тобі ненавиджу             | 3,1 %                                 | 3,8 %                                 |
| 4                | 14 грудня 2021   | Хлопець або дівчина, які нам тоді подобалися | 3,1 %                                 | 3,6 %                                 |
| 5                | 20 грудня 2021   | Секрет, який не можна розкривати             | 3,7 %                                 | 4,3 %                                 |
| 6                | 21 грудня 2021   | Гордість і упередження                       | 4,0 %                                 | 4,4 %                                 |
| 7                | 27 грудня 2021   | Упіймай мене, якщо зможеш                    | 3,7 %                                 | 4,0 %                                 |
| 8                | 28 грудня 2021   | Перед заходом сонця                          | 4,3 %                                 | 4,6 %                                 |
| 9                | 3 січня 2022     | Просто друзі                                 | 3,6 %                                 | 3,8 %                                 |
| 10               | 4 січня 2022     | Привіт, моя друга половинко                  | 4,3 %                                 | 4,2 %                                 |
| 11               | 10 січня 2022    | Наші ночі прекрасніші за ваші дні            | 4,2 %                                 | 4,6 %                                 |
| 12               | 11 січня 2022    | Почати спочатку                              | 5,2 %                                 | 5,5 %                                 |
| 13               | 17 січня 2022    | Love Actually                                | 4,0 %                                 | 4,9 %                                 |
| 14               | 18 січня 2022    | Життя прекрасне                              | 4,1 %                                 | 4,6 %                                 |
| 15               | 24 січня 2022    | Троє дурнів                                  | 4,2 %                                 | 4,9 %                                 |
| 16               | 25 січня 2022    | Наше Улюблене Літо                           | 5,3 %                                 | 5,9 %                                 |
| Середній рейтинг | Середній рейтинг | Середній рейтинг                             | 3,9 %                                 | —                                     |

### Виноски
1. ↑  — означає, що середні рейтинги невідомі через те, що рейтинги певних серій не записувалися.